# Montcalm (Manitoba)
Pour les articles homonymes, voir Montcalm.
Montcalm est une municipalité rurale du Manitoba située à la frontière des États-Unis d'Amérique, à environ 60 km au sud de Winnipeg. Elle est traversée par la rivière Rouge, la rivière Roseau et la rivière Plum. Au recensement de 2006, on y a dénombré une population de 1 317 habitants.
Elle est composée des villages de Saint-Joseph, Saint-Jean-Baptiste et Letellier. Elle fut fondée par des pionniers canadiens-français. Le français y est toujours parlé (50 %).
Elle tire son nom du marquis et général Louis-Joseph de Montcalm.

## Démographie
| 2001  | 2006  | 2011  | 2016  |
| ----- | ----- | ----- | ----- |
| 1 400 | 1 317 | 1 309 | 1 260 |